# تیفانی شپیس
تیفانی شپیس (انگلیسی: Tiffany Shepis؛ زادهٔ ۱۱ سپتامبر ۱۹۷۹) بازیگر اهل ایالات متحده آمریکا است. وی از سال ۱۹۹۶ میلادی تاکنون مشغول فعالیت بوده‌است.
از فیلم‌ها یا برنامه‌های تلویزیونی که وی در آن نقش داشته است می‌توان به تد باندی، اتاق سیاه و مترسک اشاره کرد.